# Louis Foy Duprat-Taxis
Pour les articles homonymes, voir Taxis.
Louis Foy Duprat-Taxis, né à Agen en 1754 et décédé à Saint-Germain-sur-Morin le 10 mai 1826, est un régisseur, receveur des biens territoriaux et agent général de l'ordre royal militaire et hospitalier de Notre-Dame du Mont-Carmel et de Saint-Lazare, et auteur du manuscrit Duprat-Taxis,.

## Biographie
Louis Foy Duprat-Taxis est le fils de Antoine Duprat et Thérèse Espinasse. Tout petit, il vouait une admiration pour la chevalerie et donc pour la vieille noblesse d'épée. Louis Foy se maria avec Sophie Rose Jeanne Taxis qui est la petite-fille de Pierre Taxis, le receveur des tailles de l'élection de Paris par arrêt du Conseil du 10 septembre 1720 jusqu'en octobre 1724 dont la famille Taxis fait partie de la petite noblesse de Digne-les-Bains. Comme il s'était uni avec une fille au sang bleu, il en était venu à se pourvoir de la particule et à se dénommer du Prat-Taxis.
Dans ses jeunes années, Louis Foy était chargé de contrôler des lettres de noblesse, métier dans laquelle il était réputé pour son intransigeance. Il était sous les ordres de Bernard Chérin qu'on surnommait « L'incorruptible ». Louis Foy s'éleva, par la suite, aux fonctions d'agent général des ordres royaux militaires et hospitaliers.
Mais la Révolution française le prive de son travail et il est voué à la ruine. Quand les têtes des nobles commencèrent à tomber, par prudence, il supprima sa particule, pour revenir à son orthographe d'origine Duprat mais en gardant le nom de sa femme Taxis. 
Mais à la Restauration, irrité des nominations par le roi Louis XVIII de nombreux parvenus dans la Chambre des Pairs, il a dit « la fidélité de ces caméléons, toujours prêts à embrasser un nouveau parti quand leur intérêt personnel le commande ». Pendant trois, il fait des recherches qui aboutit à son œuvre qui est considérée comme un brûlot pour les imposteurs de la chambre des Pairs.
Le manuscrit Duprat-Taxis ou de son titre d'origine La nouvelle pairie française d’après la Charte organisée par l’ordonnance du 25 août 1817. Ouvrage critique, historique et généalogique, dont l’exactitude et la vérité sont attestées par les actes mêmes des familles est un document de 353 pages, contenant l'histoire héraldique et généalogique des pairs de France. Cet ouvrage, qui fit scandale car révélant les origines douteuses de ses familles, ne fut jamais publié car racheté par Charles-Louis Huguet de Sémonville pour 12 000 livres le 12 octobre 1820 et caché dans les réserves de la Bibliothèque du Sénat,.
Le marché avec de Sémonville avait une clause, celle de ne plus jamais entendre parler de lui, c'est pourquoi, la fin de sa vie reste inconnue.

### Descendance
- Son fils unique Charles Bélisaire Duprat-Taxis fut lieutenant à la 1re légion de Gironde[15].

- - Son petit-fils Eugène Charles Adolphe Duprat-Taxis (†1863), chevalier de la Légion d'Honneur[16] et officier de la Marine française[17], qui à partir du 8 septembre 1840 a pris le commandement de la goëlette La Doris succédant au lieutenant de vaisseau Lepeltier sur ordre du gouverneur de la Martinique[18],[19]. Eugène Charles Adolphe Duprat-Taxis meurt le 18 janvier 1863, lors du naufrage de la corvette La Cornaline au large des côtes du Portugal[20].